# Raffaele Belluzzi
Pour les articles homonymes, voir Belluzzi.
Raffaele Belluzzi (né en 1839 à Bologne et mort en 1903 dans la même ville) est un homme politique et un patriote italien du Risorgimento.

## Biographie
Raffaele Belluzzi nait en 1839 dans une famille modeste, le père était sellier et la mère femme au foyer. À vingt ans il entreprend une carrière militaire, mais, ayant refusé d'obéir à l'ordre de combattre contre Garibaldi, il renonce à un avenir en tant qu'officier et cette insoumission lui vaut de rester cinquante jours aux arrêts. Après son service militaire, revenu à la vie civile, il commence à s'impliquer en politique (en particulier la politique sociale) et dans l'éducation des enfants.
Il enseigne à l'école technique de Budrio jusqu'à sa fermeture et a été parmi les fondateurs de la société libérale de Budrio, dans laquelle étaient organisées des activités récréatives et des moments de discussion.
Il s'engage comme volontaire auprès de Garibaldi lors de la Troisième guerre d'Indépendance, avec d'autres illustres Bolonais comme Quirico Filopanti.
À partir de 1870, il se consacre à l'éducation et l'enseignement. Il a été président du Syndicat des travailleurs de  Bologne, où des cours ont été organisés pour les membres et pour leurs enfants et a créé, en collaboration avec Filopanti et Carducci, la Ligue pour l'éducation du peuple. Il a fondé une école maternelle de type Fröbel, dans laquelle ont été admis les enfants âgés de deux à six ans, quel que soit leur sexe et leur origine sociale. Cette école était gratuite pour les pauvres et payante pour les riches.
Du point de vue littéraire, il a supervisé la publication de chansons politiques populaires, a traduit en dialecte bolonais l'opéra « Fusinato Suor Estella » devenu « Sor Stellina » et a écrit des pièces de théâtre avec un arrière-plan éducatif.
Il a consacré la dernière partie de sa vie à construire la mémoire du Risorgimento, rassemblant des témoignages, écrivant des brochures et présentant des expositions. Le 12 juin 1893, il est devenu directeur du musée du Risorgimento, tout juste inauguré.
Il est mort en 1903 et a été enterré au cimetière de la Certosa de Bologne.

## Source
- (it) Cet article est partiellement ou en totalité issu de l’article de Wikipédia en italien intitulé « Raffaele Belluzzi » (voir la liste des auteurs).